# Mario Bonzano
Mario Bonzano (Cantalupo, 1º settembre 1906 – Alassio, 2 ottobre 1975) è stato un ufficiale e aviatore italiano, che fu un asso dell'aviazione italiana riportando al suo attivo 15 vittorie, di cui una conseguita in Spagna e 14 durante la seconda guerra mondiale. Decorato con la Croce di Cavaliere dell'Ordine militare di Savoia, quattro Medaglie d'argento e una di bronzo al valor militare, e tre Croci al merito di guerra.

## Biografia
Nacque a Cantalupo il 1 settembre 1906. Entrato nella Regia Aeronautica frequentò la Regia Accademia Aeronautica di Caserta, Corso Drago, da cui uscì con il grado di sottotenente pilota. Prese parte come capitano alla guerra d'Etiopia distinguendosi per il suo coraggio, tanto da venire insignito di due Medaglie d'argento e una di bronzo al valor militare.
Al comando di una squadriglia di velivoli IMAM Ro.37 Lince prese parte ad azioni di bombardamento, ricognizione e mitragliamento sullo Scirè, su Dessiè, sull'Ascianghi, e ad Addis Abeba.
I resti dei tre aerei dell'Eccidio di Lechemti del 26 giugno 1936 furono avvistati da un velivolo IMAM Ro.37 della 110ª Squadriglia, con a bordo il fotografo Baccari pilotato dal capitano Bonzano il giorno successivo. Il relitto di uno dei due Caproni Ca.133 fu trasformato successivamente in un monumento ai caduti.

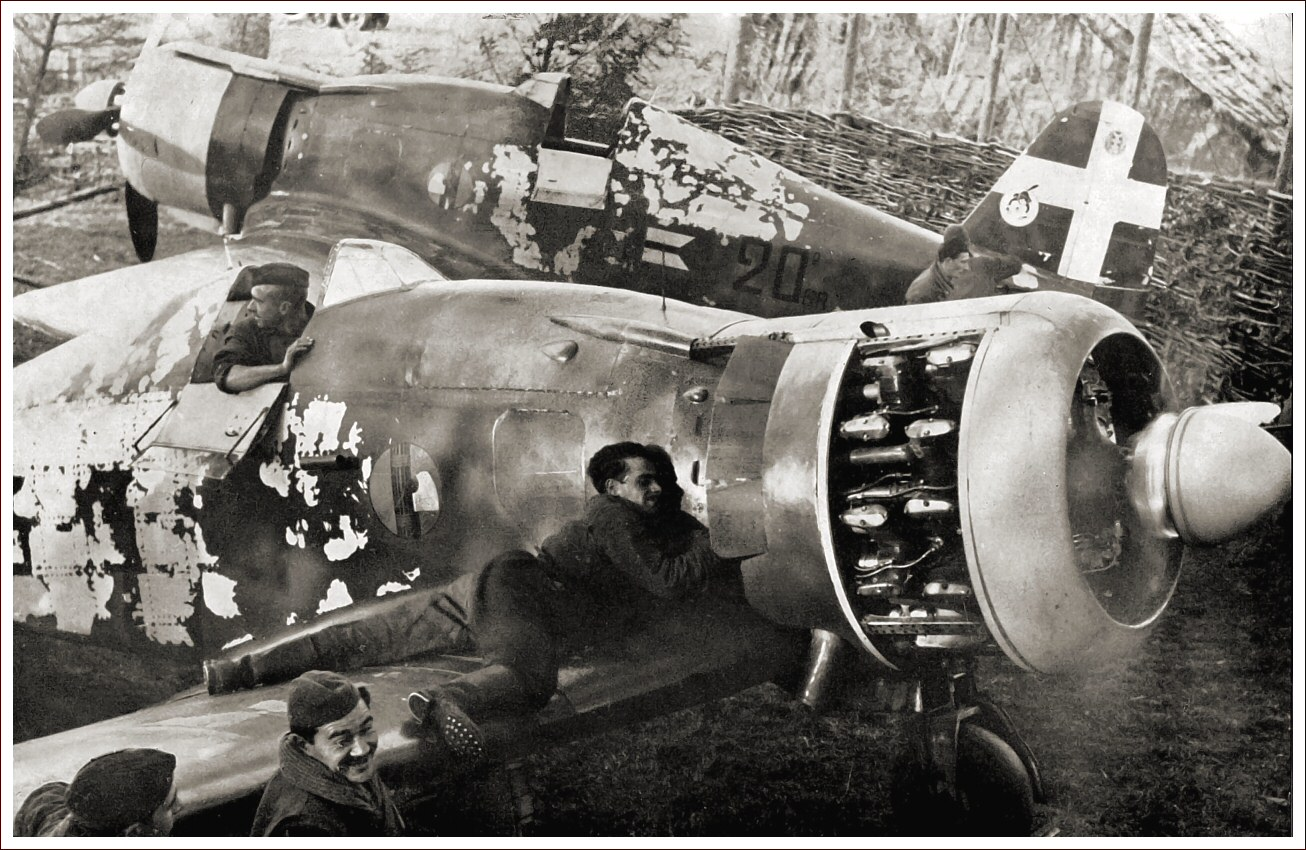
Ursel (Knesselare), Belgio, fine 1940: Corpo Aereo Italiano (C.A.I.), personale di terra al lavoro su una coppia di Fiat G.50 del 20º Gruppo Caccia Terrestre, 56º Stormo. Il velivolo in secondo piano porta le insegne del comandante di reparto, il maggiore Mario Bonzano.

Nel luglio 1938 partì volontario per combattere nella guerra civile spagnola nelle file dell'Aviazione Legionaria, assumendo il comando della 18ª Squadriglia del XXIII Gruppo Caccia il 30 dello stesso mese. L'8 gennaio 1939 cedette il comando della 18ª Squadriglia al capitano Vexio Mezzetti, per assumere il comando, in seno al XXIII Gruppo, di una squadriglia sperimentale equipaggiata con 12 monoplani da caccia Fiat G.50 Freccia. Al termine di questo ciclo operativo aveva al suo attivo una vittoria accertata e 14 in collaborazione, ed era stato decorato con una terza Medaglia d'argento al valor militare.
Rientrato in Italia, il 18 luglio 1939 assunse, con il grado di maggiore, il comando del 20º Gruppo, appartenente dapprima al 51º Stormo Caccia Terrestre, e poi al 56º Stormo Caccia Terrestre. 
All'entrata in guerra del Regno d'Italia, il 10 giugno 1940 il suo reparto si trova schierato sull'aeroporto di Roma-Ciampino Sud.
Al comando del proprio reparto, inquadrato nel Corpo Aereo Italiano (CAI), prese parte alla battaglia d'Inghilterra. I 45 caccia Fiat G.50 Saetta presero parte a operazioni di caccia libera e scorta ai bombardieri Fiat B.R.20 Cicogna. Il suo reparto rientrò in patria nell'aprile 1941, per essere trasferito in Africa settentrionale nel corso dell'estate di quell'anno. In Libia il 20º Gruppo eseguì 4 103 ore volo in zona di guerra, abbattendo 38 velivoli nemici e distruggendone altri 12 al suolo, e rientrò in patria nel marzo del 1942 per riequipaggiarsi con i moderni caccia Aermacchi C.202 Folgore. Per un'azione su Sidi El Barrani eseguita nel settembre del 1941, in cui abbatté due aerei nemici, venne decorato con la quarta Medaglia d'argento al valor militare.
Rimase comandante del reparto fino al 12 maggio 1942, quando venne sostituito dal maggiore Gino Callieri. Promosso tenente colonnello, il 4 agosto 1942 venne insignito dell'onorificenza di Cavaliere dell'Ordine militare di Savoia.
Dopo l'armistizio dell'8 settembre 1943 aderì alla Repubblica Sociale Italiana, entrando nelle file della neocostituita Aeronautica Nazionale Repubblicana. Ricoprì il ruolo di Addetto ai servizi materiali ed aeroporti fino al termine del conflitto, venendo particolarmente apprezzato dagli alleati tedeschi per le sue capacità. Dopo la fine del conflitto fu sottoposto a procedimento di epurazione, e decise quindi di emigrare in Argentina insieme ad altri piloti come Arduino Buri, Ugo Drago, Adriano Mantelli, Angelo Tondi, Giuseppe Robetto e Ferrari.
Assieme ad Ugo Drago e Duilio Fanali risulterebbe accreditato di 15 abbattimenti conseguiti tra la guerra di Spagna e il secondo conflitto mondiale, settimo risultato tra i piloti della Regia Aeronautica. Si spense ad Alassio nel 1975.

## Onorificenze

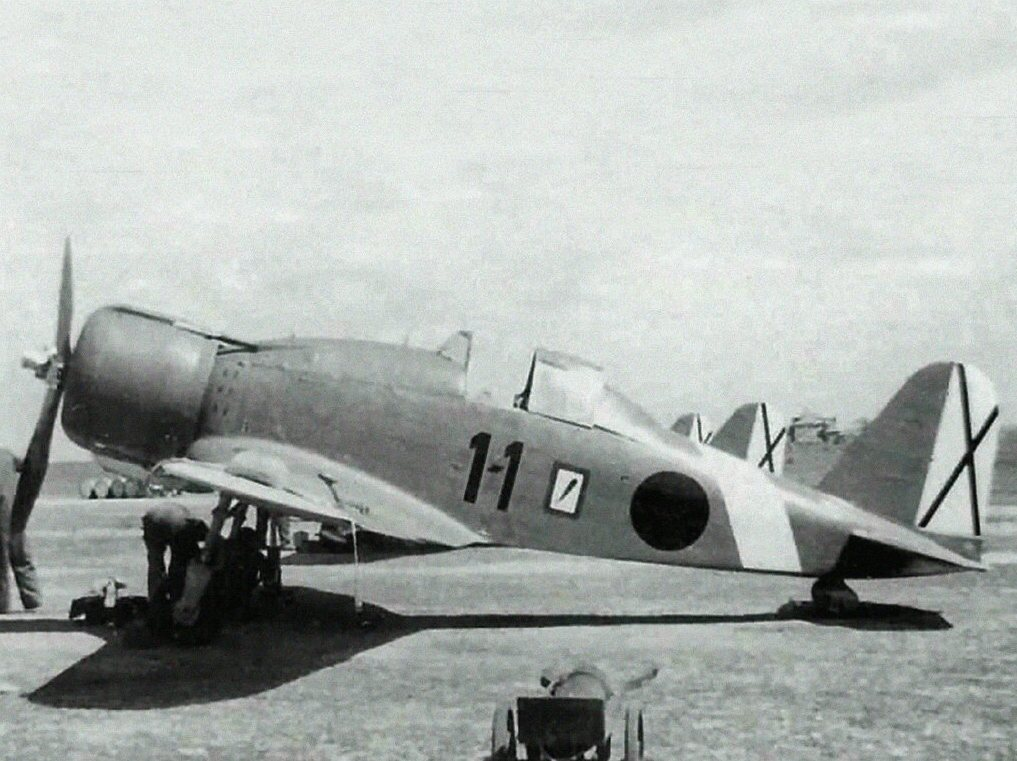
Il caccia Fiat G.50 Freccia del capitano Bonzano, fotografato in terra di Spagna nel gennaio 1939.

- Medaglia d'onore del Fascio da combattimento

### Annotazioni
1. ↑  Denominato prima della partenza dall'Italia "Gruppo Sperimentale Caccia G.50".
2. ↑  Inquadrato nel 56º Stormo Caccia Terrestre (ten. col. pilota Umberto Chiesa) contava su 351ª (9 G 50), 352ª (9 G 50) e 353ª Squadriglia (7 G 50, 4 CR 32).
3. ↑  Il reparto perse 6 piloti tra i quali la Medaglia d'oro al valor militare capitano Mario Montefusco.
4. ↑  Le sue vittorie sono oggetto di controversia, secondo alcuni autori sarebbero ben 17, mentre secondo altri, tra cui Giovanni Massimello, molte di meno.

### Fonti
1. ↑  Massimello, Apostolo 2000, p. 85.
2. ↑  Lioy 1965, p. 184.
3. ↑   GAVS, su gavs.it. URL consultato il 16 aprile 2009 (archiviato dall'url originale il 4 maggio 2007).
4. 1 2 3  Logoluso 2010, p. 81.
5. ↑  Pedriali 2014, p. 27.
6. 1 2 3 4  Dunning 1988.
7. 1 2  Dunning 1988, p. 29.
8. ↑  Quirinale.
9. ↑  Ufficio Storico dell'Aeronautica Militare 1969, p. 59.
10. ↑  Supplemento ordinario alla Gazzetta del Regno d'Italia n.277 del 27 novembre 1940-XIX.